# José de Meneses Pita e Castro

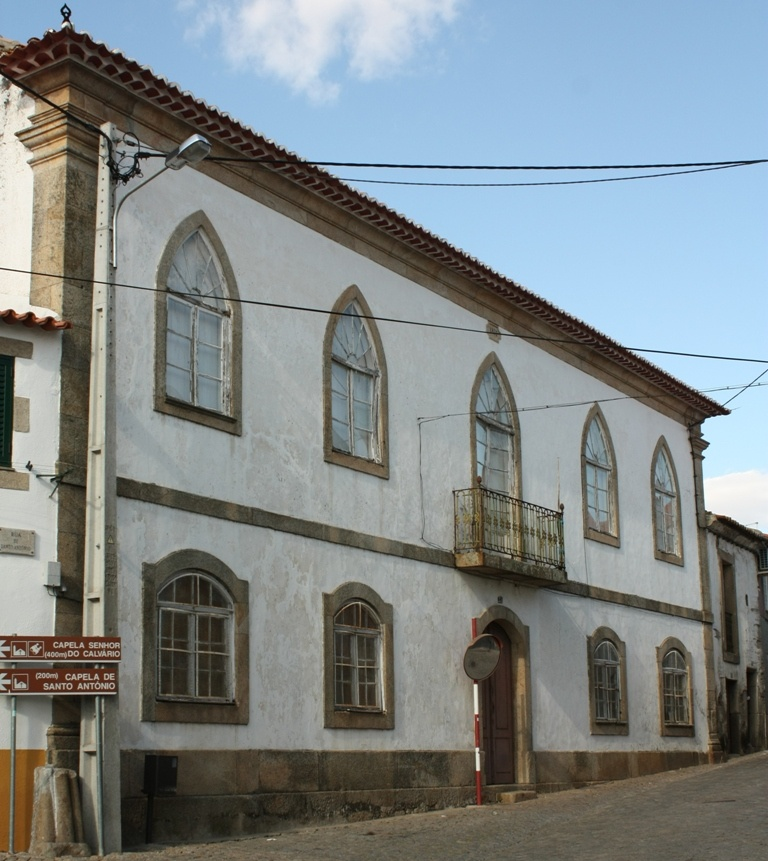
Foto 1 - Casa do Barão de Proença-a-Velha (lado sul)

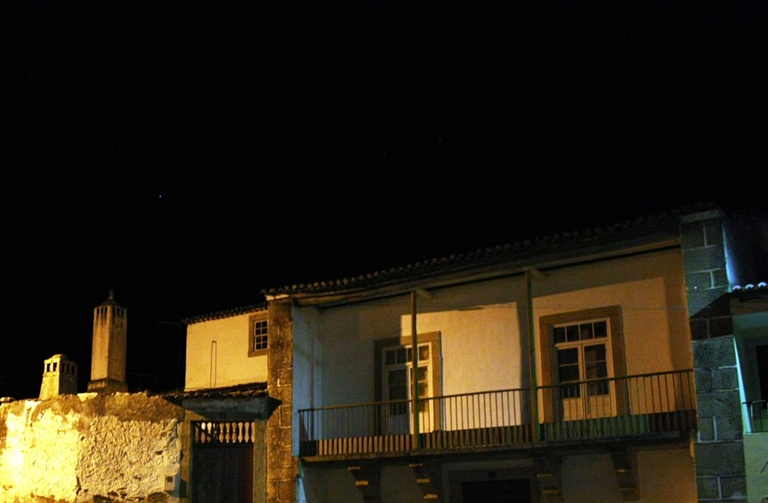
Foto 2 - Casa do Barão de Proença-a-Velha (lado norte)

José de Meneses Pita e Castro, primeiro e único barão de Proença-a-Velha, (20 de Janeiro de 1804 – 8 de Maio de 1884).
Filho de João Filipe de Castro e Cunha Pereira e Nápoles e de Ana Joaquina de Meneses Pita, teve como irmãos Luís da Cunha de Castro Pereira de Meneses Pita e Rodrigo Pita de Castro e Menezes. Foi tio de Luísa da Cunha de Castro de Meneses Pita, filha de Luís da Cunha de Castro Pereira Menezes Pita, a qual se casou com António de Gouveia Osório Metelo de Vasconcelos, 1º visconde e 1º conde de Proença-a-Velha.
Como Tenente de Cavalaria o seu nome faz parte da "Lista geral dos officiaes do exercito libertador referida ao dia 25 de Julho de 1833", estando, por isso, integrado no Exército Liberal.
Recebeu o baronato por decreto do rei D. Luís I de Portugal, de 1 de Julho de 1863.
Existe em Proença-a-Velha uma casa senhorial, conhecida por Casa do Barão, localizada no centro da freguesia com frente para a antiga Rua das Canastas, actual Rua Conde de Proença-a-Velha, e com traseiras para o antigo Largo do Corro, actual Largo Inácio Pinto da Rocha.